# Z.b.V.
zbV ou z.b.V. est une abréviation militaire allemande désignant une utilisation particulière, ou spéciale (unités, les positions, etc.), comme,
- Divisions-Kommando z.b.V.,
- Afrika division z.b.V.

L'expression zur besonderen Verwendung (zbV) signifie littéralement pour déploiement spécial.